# インドネシア連邦共和国

インドネシア連邦共和国
Republik Indonesia Serikat (インドネシア語)

国歌: Indonesia Raya（インドネシア語）
インドネシア・ラヤ

インドネシア連邦共和国の位置

インドネシア連邦共和国（インドネシアれんぽうきょうわこく、インドネシア語: Republik Indonesia Serikat(RIS)、オランダ語: Verenigde Staten van Indonesië）は、かつて現在のインドネシアの領域（ニューギニア島を除く）にあった連邦国家である。第二次世界大戦終結後の4年間にわたって続いたインドネシア独立戦争の結果、1949年12月27日にオランダ王国がオランダ領東インドの主権を譲渡したことで発足し、1950年8月17日に、全ての構成国がインドネシア共和国に合流したことで消滅した。首都はジャカルタ、言語はインドネシア語、通貨はルピアである。

## 背景
16世紀末に東南アジア島嶼部に到達したオランダは、20世紀までこの地を植民地（オランダ領東インド）として統治した。1942年1月、日本軍がオランダ領東インドに侵攻し（蘭印作戦）、オランダ植民地政府を追放した。日本の降伏が発表された2日後の1945年8月17日、スカルノらインドネシアの民族主義者たちがインドネシアの独立を宣言した。オランダ政府は、スカルノらインドネシアの指導者が日本による統治に協力していたと考え、インドネシアを再度統治することを決定した。しかし、ルイス・マウントバッテン率いるイギリス軍東南アジア司令部は、オランダ軍のジャワ島・スマトラ島への上陸を認めず、インドネシアの独立を事実上認めた。一方で、ボルネオ島や大東部など、かつてのオランダ領東インドの大半を再び支配下に置いた。イギリスとオランダの交渉により、オランダ領東インド総督代理のフベルトゥス・ファン・モークは、最終的にはインドネシア連邦として民族自決することを提案した。1946年7月、オランダはスラウェシ島でマリノ会議を開催し、ボルネオ島とインドネシア東部の代表者は、オランダと連携したインドネシア連邦の提案を支持した。インドネシア連邦は、ジャワ、スマトラ、オランダ領ボルネオ、大東部の4つの構成国からなった。同年11月15日に結ばれたリンガジャティ協定で、オランダはインドネシア共和国がジャワ島・マドゥラ島・スマトラ島で実効支配を行っていることを承認し、オランダ領東インドの全版図からなるインドネシア連邦共和国を設立することで合意した。オランダは1946年12月にデンパサール会議を開催して東インドネシア国を設立し、1947年には西ボルネオにも国家を設立した。
1947年7月20日にインドネシア共和国の支配地域に対して開始したオランダの軍事行動「プロダクト作戦」により、オランダは西ジャワと東ジャワ、スマトラ島のメダン、パレンバン、パダン周辺の支配権を奪還した。国連は停戦を求め、両者の交渉によって合意された1948年1月のレンヴィル協定により、オランダの最前線の陣地を結んだ「ファン・モーク線」を停戦ラインとして停戦することとなった。その後、オランダは再占領した東スマトラ（1947年12月）、マドゥラと西ジャワ（1948年2月）、南スマトラ（1948年9月）、東ジャワ（1948年11月）などに傀儡国家を設立した。これらの国家の指導者により、連邦協議会が設立された。
1948年12月18日、インドネシア共和国の壊滅を目的するオランダの第二次軍事作戦「カラス作戦」が開始された。インドネシア共和国の首都ジョグジャカルタなどジャワ島の主要都市と、最北部のアチェを除くスマトラ島のほぼ全土がオランダに陥落したが、東インドネシア国とパスンダン国の内閣とジョグジャカルタのスルタン・ハメンクブウォノ9世が、これに抗議して辞任した。また、国連安保理も安保理決議でオランダを非難した。オランダは、主権移譲のための交渉のテーブルに就くことに合意した。1949年8月から11月にかけてハーグで開催されたオランダ・インドネシア円卓会議において、オランダは、西ニューギニアを除くオランダ領東インドの主権をインドネシア連邦共和国に譲渡することで合意した。これに対してインドネシアの民族主義者の多くは、オランダが連邦制にこだわっているのは、新国家を弱体化、もしくは解体するための「分割統治」戦略であると考えていた。1949年12月17日、主権はオランダからインドネシア連邦共和国に移された。

## 統治
インドネシア連邦共和国は、1949年に制定された憲法に基づいて統治された。
インドネシア連邦共和国には二院制の議会があった。下院に相当する国民代表協議会(Dewan Perwakilan Rakyat, DPR)は、インドネシア共和国の代表50名と、人口に応じた各国の代表合計100名からなった。上院は、人口に関係なく各構成国から2名ずつ、合計32名からなった。
内閣は、ハッタ首相を中心とする16名で構成されていた。

## 構成国
インドネシア連邦共和国は、ジャワ島とスマトラ島の一部からなる「インドネシア共和国」を始めとする7つの国（negara）と、9つの旧直轄領（neo-land）からなる。インドネシア共和国以外は全て、オランダにより設立された傀儡国家である。
| 名称               | 設立年月日     | 首都             | 面積（km2） | 廃止年月日    | 備考               |
| ------------------ | -------------- | ---------------- | ----------- | ------------- | ------------------ |
| 国                 |                |                  |             |               |                    |
| インドネシア共和国 | 1945年8月17日  | ジョグジャカルタ | -           | -             |                    |
| 東インドネシア国   | 1946年12月24日 | マカッサル       | 346,300     | 1950年8月17日 |                    |
| 東スマトラ国       | 1947年12月25日 | メダン           | 17,500      | 1950年8月17日 |                    |
| マドゥラ国         | 1948年2月20日  | パメカサン       | 5,500       | 1950年3月9日  |                    |
| パスンダン国       | 1948年2月25日  | バンドン         | 35,900      | 1950年3月11日 |                    |
| 南スマトラ国       | 1948年9月2日   | パレンバン       | 74,000      | 1950年3月24日 |                    |
| 東ジャワ国         | 1948年11月27日 | スラバヤ         | 22,200      | 1950年3月9日  |                    |
| 自治地域           |                |                  |             |               |                    |
| 西ボルネオ         | 1947年5月12日  | ポンティアナ     | 146,800     | 1950年4月22日 |                    |
| 東ボルネオ         | 1947年5月12日  | サマリンダ       | 200,000     | 1950年3月24日 |                    |
| 大ダヤク自治国     | 1947年6月3日   | バンジェルマシン | 132,000     | 1950年4月4日  | 旧直轄領           |
| バンジャル地域     | 1948年1月14日  | -                | 26,000      | 1950年4月4日  |                    |
| 南東ボルネオ連合   | 1947年3月      | -                | 14,100      | 1950年4月4日  |                    |
| バンカ自治国       | 1947年7月      | -                | 12,000      | 1950年4月4日  | 旧直轄領           |
| ビリトン自治国     | 1947年7月      | -                | 4,800       | 1950年4月4日  | 旧直轄領           |
| リアウ自治国       | 1947年7月      | -                | 10,800      | 1950年4月4日  | 旧直轄領           |
| 中部ジャワ自治国   | 1949年3月2日   | スマラン         | 14,000      | 1950年3月9日  | 未定義の政治的実体 |
| その他の地域       |                |                  |             |               |                    |
| コタワリンギン     | -              | -                | 20,600      | 1950年4月4日  | 自治コミュニティ   |
| パダン             | -              | -                | -           | 1950年3月9日  | 自治コミュニティ   |
| サバン             | -              | -                | -           | 1950年3月9日  | 自治コミュニティ   |
| ジャカルタ連邦地区 | 1948年6月      | -                | 3,000       | 1950年3月11日 | -                  |

1. ↑  オランダ当局による一時的な代表組織の認定Schiller 1955, p. 121

## 消滅
当初から、インドネシア人の大多数は、円卓会議で合意された連邦制に反対していた。その主な理由は、「連邦」という概念が植民地主義と結びつくものだったからである。他にも、連邦国家にまとまりがなく、構成国が離反する可能性があったこと、インドネシア側が短期的な戦術として連邦制を受け入れただけだったことなどの理由もある。加えて、インドネシア共和国以外の地域のほとんどは、植民地自体以前からの統治者が支配しており、彼らは親オランダ的だと考えられていた。連邦制を支持していた人々も、旧宗主国による支配ではなく、インドネシア国民による選挙で選ばれた議会を通じた統治を望んでいた。オランダ当局は、「単一の国家になることはジャワ人による支配を意味する」と主張して連邦制への支持を求めたが、成功しなかった。
1950年3月から4月にかけて、東スマトラ国と東インドネシア国以外の全ての構成国・地域がインドネシア共和国に合流した。5月3日・4日・5日の3日間で東インドネシア国、東スマトラ国、インドネシア共和国による協議が行われ、残りの2か国もインドネシア共和国に合流することで合意した。5月19日、東インドネシア国、東スマトラ国を代表するインドネシア連邦共和国政府とインドネシア共和国政府は、単一国家を創設することを共同で発表した。独立宣言から5周年にあたる1950年8月17日、インドネシア連邦共和国を正式に解散し、単一国家としてのインドネシア共和国を設立した。

## 情報源
- Antlöv, Hans (2001). “Federations-of-Intent in Indonesia”. In Liddle, R. William. Crafting Indonesian Democracy. Penerbit Mizan. pp. 263–283. ISBN 979-433-287-9
- Cribb, Robert (1996). “Democracy, self-determination and the Indonesian revolution”. In Drakard, Jane. Indonesian Independence Fify Years On 1945-1995 (Annual Indonesia Lecture Series No. 20). Monash Asia Institute. pp. 1–12. ISBN 0-7326-1018-4
- Cribb, Robert (2000). Historical Atlas of Indonesia. Curzon Press. ISBN 0-7007-0985-1
- Cribb, R.B; Kahin, Audrey (2004). Historical Dictionary of Indonesia. Scarecrow Press. ISBN 9780810849358
- Department of Home Affairs (October 1949). Bestuurs-Vraagstukken (Soal2 Pemerintahan). 1.
- Feith, Herbert (2008). The Decline of Constitutional Democracy in Indonesia. Singapore: Equininox Publishing (Asia) Pte Ltd. ISBN 978-979-3780-45-0
- Friend, Theodore (2003), Indonesian Destinies, Cambridge: Harvard University Press, ISBN 0-674-01834-6.
- Ide Anak Agung Gde Agung (1996). From the Formation of the State of East Indonesia Towards the Establishment of the United States of Indonesia. Yayasan Obor. ISBN 979-461-216-2
- Kahin, George McTurnan (1970), Nationalism and Revolution in Indonesia, Cornell University Press, ISBN 9780801491085.
- Indrayana, Denny (2008), Indonesian Constitutional Reform 1999-2002, PT Gramedia, ISBN 978-979-709-394-5
- Legge, J.D. (1964), Indonesia, Englewood Cliffs, New Jersey: Prentice-Hall Inc
- Reid, Anthony J.S (1974), The Indonesian National Revolution, 1945-1950, Hawthorn, Victoria, Australia: Longman, ISBN 0-582-71047-2
- Reid, Anthony (1981). “Indonesia: revolution without socialism”. In Jeffrey, Robin. Asia: the Winning of Independence. Macmillan. pp. 113–162. ISBN 9780333278574
- Ricklefs, M.C. (2008), A History of Modern Indonesia Since c. 1200 (4th ed.), Palgrave MacMillan, ISBN 978-0-230-54686-8
- Schiller, A. Arthur (1955), The Formation of Federal Indonesia 1945-1949, The Hague: W. van Hoeve Ltd
- Simanjuntak, P. N. H. (2003) (インドネシア語). Kabinet-Kabinet Republik Indonesia: Dari Awal Kemerdekaan Sampai Reformasi. Jakarta: Djambatan. ISBN 979-428-499-8